# Französische Eishockeymeisterschaft 1928/29
Die Saison 1928/29 war die 13. Spielzeit der französischen Meisterschaft, der höchsten französischen Eishockeyspielklasse. Meister wurde zum insgesamt fünften Mal in der Vereinsgeschichte der Chamonix Hockey Club.

## Meisterschaftsfinale
- Chamonix Hockey Club – Club des Sports d’Hiver de Paris 1:0 n. V.